# Gemarmerde bijlzalm
De gemarmerde bijlzalm (Carnegiella strigata) is een van de kleinste soorten van de bijlzalmen, en kenmerkt zich door de zwarte, diagonale banden op een vuilwit doorschijnend lichaam, en door de voor bijlzalmen typische, halfronde tot driehoekige vorm. Hij wordt tot 4 centimeter groot, en leeft in scholen tot 20 stuks, in de wateren van Guyana, Zuid-Amerika. Als ze een vijand zien springt vaak de hele school uit het water, in een glijvlucht van soms wel 3 meter.

## Verzorging
Bijlzalmen zijn zeer gemakkelijk te houden in aquaria met een diepte van minimaal 30 centimeter en een oppervlakte van minimaal 50 bij 30 centimeter. Ze zijn zeer vreedzaam tegenover andere vissen, en enigszins schuw. Ze leven voornamelijk aan de oppervlakte, en houden hierom van veel drijfbeplanting, maar ook veel zwemruimte. Als ze geen drijfplanten hebben en ze schrikken, gaan ze sneller springen. Ze eten droogvoer, maar kunnen niet zonder variatie. Ook af en toe levend voer en zeker droogvoer is aan te bevelen.

## Kweek
Over de kweek is vrij weinig bekend. Ze kweken echter sneller in troebel of donker water met levend voer in de vorm van zwarte muggenlarven.

## Ondersoorten
- C. s. strigata
- C. s. fasciata

Het verschil is te zien aan het feit dat de eerste meer brede stroken heeft, en de tweede juist dunne lijntjes. Ook is de tweede niet echt doorschijnend maar meer zilver. Op de foto ziet u dus een C. s. strigata. Deze is trouwens wat lastiger te houden.
1. ↑  (en) Gemarmerde bijlzalm op de IUCN Red List of Threatened Species.